# Callimetopus multialboguttatus
Callimetopus multialboguttatus là một loài bọ cánh cứng trong họ Cerambycidae.